# Dance of Death
Dance of Death este al treisprezecelea album de studio al trupei de heavy metal britanice Iron Maiden. Albumul a fost lansat pe 8 septembrie 2003.
"New Frontier" este primul (și până în acest moment singurul) cântec compus de bateristul Nicko McBrain, și tratează problema moralității clonărilor umane.
Cântecul "Montségur" se referâ la cruciada de la începutul secolului al XII-lea împotriva catarilor, o sectă eretică creștină. În anul 1240 fortăreața Montségur devenise ultimul refugiu al catarilor, ea fiind asediată de cruciați timp de 10 luni.
Piesa epică "Paschendale" povestește despre celebra bătălie de la Passchendaele din timpul primului război mondial.
Piesele "Wildest Dreams" și "Rainmaker" au fost lansate ca single-uri, iar "No More Lies" în cadrul EP-ului cu același nume.

## Tracklist
1. "Wildest Dreams" (Smith, Harris) – 3:52
2. "Rainmaker" (Murray, Harris, Dickinson) – 3:48
3. "No More Lies" (Harris) – 7:22
4. "Montségur" (Gers, Harris, Dickinson) – 5:50
5. "Dance of Death" (Gers, Harris) – 8:36
6. "Gates of Tomorrow" (Gers, Harris, Dickinson) – 5:12
7. "New Frontier" (McBrain, Dickinson, Smith) – 5:04
8. "Paschendale" (Smith, Harris) – 8:28
9. "Face in the Sand" (Smith, Harris, Dickinson) – 6:31
10. "Age of Innocence" (Murray, Harris) – 6:10
11. "Journeyman" (Smith, Harris, Dickinson) – 7:07

## Componență
- Bruce Dickinson - voce
- Steve Harris - bas
- Dave Murray - chitară
- Adrian Smith - chitară
- Janick Gers - chitară
- Nicko McBrain - baterie

## Alte Persoane
- Producători: Kevin "Caveman" Shirley, Steve Harris
- Ingineri de sunet: Drew Griffiths, Kevin "Caveman" Shirley
- Mixaj: Kevin "Caveman" Shirley
- Mastering: Tim Young